# Gran Premi d'Europa del 2009
El Gran Premi d'Europa de Fórmula 1 de la Temporada 2009 s'ha disputat al circuit urbà de València, el 23 d'agost de 2009.

## Qualificacions
| Pos. | N. | Pilot                | Equip-motor            | Q1       | Q2       | Q3       | Graella |
| ---- | -- | -------------------- | ---------------------- | -------- | -------- | -------- | ------- |
| 1    | 1‡ | Lewis Hamilton       | McLaren - Mercedes     | 1:38.649 | 1:38.182 | 1:39.489 | 1       |
| 2    | 2‡ | Heikki Kovalainen    | McLaren - Mercedes     | 1:38.816 | 1:38.230 | 1:39.532 | 2       |
| 3    | 23 | Rubens Barrichello   | Brawn - Mercedes       | 1:39.019 | 1:38.076 | 1:39.563 | 3       |
| 4    | 15 | Sebastian Vettel     | Red Bull - Renault     | 1:39.295 | 1:38.273 | 1:39.789 | 4       |
| 5    | 22 | Jenson Button        | Brawn - Mercedes       | 1:38.531 | 1:38.601 | 1:39.821 | 5       |
| 6    | 4‡ | Kimi Räikkönen       | Ferrari                | 1:38.843 | 1:38.782 | 1:40.144 | 6       |
| 7    | 16 | Nico Rosberg         | Williams - Toyota      | 1:39.039 | 1:38.346 | 1:40.185 | 7       |
| 8    | 7  | Fernando Alonso      | Renault                | 1:39.155 | 1:38.717 | 1:40.236 | 8       |
| 9    | 14 | Mark Webber          | Red Bull - Renault     | 1:38.983 | 1:38.625 | 1:40.239 | 9       |
| 10   | 5  | Robert Kubica        | BMW - Sauber           | 1:38.806 | 1:38.747 | 1:40.512 | 10      |
| 11   | 6  | Nick Heidfeld        | BMW - Sauber           | 1:39.032 | 1:38.826 |          | 11      |
| 12   | 20 | Adrian Sutil         | Force India - Mercedes | 1:39.145 | 1:38.846 |          | 12      |
| 13   | 10 | Timo Glock           | Toyota                 | 1:39.459 | 1:38.991 |          | 13      |
| 14   | 8  | Romain Grosjean      | Renault                | 1:39.322 | 1:39.040 |          | 14      |
| 15   | 12 | Sébastien Buemi      | Toro Rosso - Ferrari   | 1:38.912 | 1:39.514 |          | 15      |
| 16   | 21 | Giancarlo Fisichella | Force India - Mercedes | 1:39.531 |          |          | 16      |
| 17   | 17 | Kazuki Nakajima      | Williams - Toyota      | 1:39.795 |          |          | 17      |
| 18   | 9  | Jarno Trulli         | Toyota                 | 1:39.807 |          |          | 18      |
| 19   | 11 | Jaume Alguersuari    | Toro Rosso - Ferrari   | 1:39.925 |          |          | 19      |
| 20   | 3‡ | Luca Badoer          | Ferrari                | 1:41.413 |          |          | 20      |

- Els monoplaces que portaven kers estan assenyalats amb un "‡".

## Cursa
| Pos | No | Pilot                | Constructor            | Voltes | Temps/Retirat    | Graella | Punts |
| --- | -- | -------------------- | ---------------------- | ------ | ---------------- | ------- | ----- |
| 1   | 23 | Rubens Barrichello   | Brawn - Mercedes       | 57     | 1h 35’ 51. 289   | 3       | 10    |
| 2   | 1‡ | Lewis Hamilton       | McLaren - Mercedes     | 57     | + 2.358 s        | 1       | 8     |
| 3   | 4‡ | Kimi Räikkönen       | Ferrari                | 57     | + 15.994 s       | 6       | 6     |
| 4   | 2‡ | Heikki Kovalainen    | McLaren - Mercedes     | 57     | + 20.032 s       | 2       | 5     |
| 5   | 16 | Nico Rosberg         | Williams - Toyota      | 57     | + 20.870 s       | 7       | 4     |
| 6   | 7  | Fernando Alonso      | Renault                | 57     | + 27.744 s       | 8       | 3     |
| 7   | 22 | Jenson Button        | Brawn - Mercedes       | 57     | + 34.913 s       | 5       | 2     |
| 8   | 5  | Robert Kubica        | BMW - Sauber           | 57     | + 36.667 s       | 10      | 1     |
| 9   | 14 | Mark Webber          | Red Bull - Renault     | 57     | + 44.910 s       | 9       |       |
| 10  | 20 | Adrian Sutil         | Force India - Mercedes | 57     | + 47.935 s       | 12      |       |
| 11  | 6  | Nick Heidfeld        | BMW - Sauber           | 57     | + 48.822 s       | 11      |       |
| 12  | 21 | Giancarlo Fisichella | Force India - Mercedes | 57     | + 1’ 03.614 min. | 16      |       |
| 13  | 9  | Jarno Trulli         | Toyota                 | 57     | + 1’ 04.527 min. | 18      |       |
| 14  | 10 | Timo Glock           | Toyota                 | 57     | + 1’ 26.519 min. | 13      |       |
| 15  | 8  | Romain Grosjean      | Renault                | 57     | + 1' 31.774 min. | 14      |       |
| 16  | 11 | Jaume Alguersuari    | Toro Rosso - Ferrari   | 56     | + 1 Volta        | 19      |       |
| 17  | 3‡ | Luca Badoer          | Ferrari                | 56     | + 1 Volta        | 20      |       |
| 18  | 17 | Kazuki Nakajima      | Williams - Toyota      | 54     | + 3 Voltes       | 17      |       |
| Ret | 12 | Sébastien Buemi      | Toro Rosso - Ferrari   | 41     | Frens            | 15      |       |
| Ret | 15 | Sebastian Vettel     | Red Bull - Renault     | 23     | Motor            | 4       |       |

- Els monoplaces que portaven kers estan assenyalats amb un "‡".